# Serghei Covaliov
Serghei Covaliov n. 14 octombrie 1944, Mila 23, România – d. 16 mai 2011, Letea, C.A. Rosetti, Tulcea, România) a fost un canoist român, care a concurat în competițiile de canoe la sfârșitul anilor '60 și începutul anilor '70 ai secolului al XX-lea. 
El a participat la două jocuri olimpice, concurând în cursa de canoe-dublu (C-2) 1.000 m, alături de Ivan Patzaichin, și câștigând o medalie de aur la Mexico 1968 și una de argint la München 1972. Covaliov a câștigat de asemenea trei medalii de aur la campionatele mondiale (C-2 1.000 m: 1966, 1970, 1973), una de argint (C-2 1.000 m: 1971) și una de bronz (C-2 10.000 m: 1971).
A locuit la București, dar avea o casă de vacanță la Letea (județul Tulcea). A murit acolo la 16 mai 2011, în urma unei comoții cerebrale. 

## Distincții
- Medalia „Meritul Sportiv” clasa I (25 octombrie 1966) „pentru rezultatele deosebite obținute în competițiile sportive internaționale, precum și pentru contribuția valoroasă adusă la dezvoltarea culturii fizice și sportului în țara noastră”[4]